# Templo y Exconvento de San Juan Bautista de Tlayacapan
El Templo y Exconvento de San Juan Bautista de Tlayacapan es un monumento arquitectónico mexicano ubicado en el municipio de Tlayacapan, Morelos. Fue construido por la Orden de San Agustín en el siglo XVI. Desde 1994 es considerado Patrimonio de la Humanidad por la Unesco como parte de los Monasterios en las faldas del Popocatépetl. El convento actualmente funciona como museo.

## Historia
El Convento de San Juan Bautista fue construido en Tlayacapan por la Orden de San Agustín entre 1534 y 1574, bajo la supervisión del fraile Jorge de Ávila.
En 1982, durante un trabajo de restauración, se encontraron cuatro momias enterradas debajo del monasterio, las cuales se exhiben en el museo instalado dentro del convento. En 1994 el edificio fue declarado como Patrimonio de la Humanidad por la Unesco como parte de los Monasterios en las faldas del Popocatépetl. Tras el sismo del 19 de septiembre de 2017 la estructura resultó gravemente afectada. La nave principal de la iglesia se partió a la mitad, el frontispicio colapsó, un campanario se derrumbó y el coro resultó severamente dañado.

## Estructura
El edificio consta de una iglesia, un convento, un atrio, una capilla abierta y un portal de peregrinos. Cuenta con un frontispicio de más de treinta metros de alto que no muestra grandes elementos decorativos. En su parte más alta está instalada una espadaña que alberga el campanario de la iglesia. El atrio está amurallado, aunque solo el muro del lado norte es original. El convento cuenta con un sistema de aljibes para recolectar el agua de lluvia.
Dentro de la iglesia hay varias imágenes alusivas a la vida de la Virgen María, entre ellas se representa a sus padres —Santa Ana y San Joaquín—, la Asunción de María, a la Virgen de la Soledad y a la Virgen de Guadalupe, esta última corresponde a un lienzo de estilo barroco pintado en el siglo XVIII. También cuenta con pinturas alusivas a diversos pasajes de la vida de San Agustín. La iglesia cuenta con una sacristía que destaca por haber sido construida con doble altura.